# 2018. június 28-i konzisztórium
A 2018. június 28-i konzisztóriumot Ferenc pápa hívta össze május 20-án. Összesen 14 új bíborost kreált, közülük 11 pápaválasztó (80 év alatti). Négy kontinenst képviselnek, közülük hatan európaiak.
| Nº                         | Ország                 | Név                                | Életkor                | Hivatal                                                                    |
| Pápaválasztó bíborosok     | Pápaválasztó bíborosok | Pápaválasztó bíborosok             | Pápaválasztó bíborosok | Pápaválasztó bíborosok                                                     |
| -------------------------- | ---------------------- | ---------------------------------- | ---------------------- | -------------------------------------------------------------------------- |
| 1                          | Irak                   | Louis Raphael Sako                 | 69                     | bagdadi érsek, babiloni káld katolikus pátriárka                           |
| 2                          | Spanyolország          | Luis Francisco Ladaria Ferrer S.J. | 74                     | a Hittani Kongregáció prefektusa                                           |
| 3                          | Olaszország            | Angelo De Donatis                  | 64                     | római általános helynök                                                    |
| 4                          | Olaszország            | Giovanni Angelo Becciu             | 70                     | államtitkár-helyettes; különleges megbízott a Szuverén Máltai Lovagrendnél |
| 5                          | Lengyelország          | Konrad Krajewski                   | 54                     | pápai főalamizsnás                                                         |
| 6                          | Pakisztán              | Joseph Coutts                      | 72                     | Karacsi érseke                                                             |
| 7                          | Portugália             | António Augusto dos Santos Marto   | 71                     | Leiria-Fátima püspöke                                                      |
| 8                          | Peru                   | Pedro Ricardo Barreto Jimeno S.J.  | 74                     | Huancayo érseke                                                            |
| 9                          | Madagaszkár            | Désiré Tsarahazana                 | 64                     | Toamasina érseke                                                           |
| 10                         | Olaszország            | Giuseppe Petrocchi                 | 69                     | L'Aquila érseke                                                            |
| 11                         | Japán                  | Maeda Manjó                        | 69                     | Oszaka érseke                                                              |
| Nem pápaválasztó bíborosok |                        |                                    |                        |                                                                            |
| 12                         | Mexikó                 | Sergio Obeso Rivera                | 86                     | Jalapa nyugalmazott érseke                                                 |
| 13                         | Bolívia                | Toribio Ticona Porco               | 81                     | Corocoro nyugalmazott prelátusa                                            |
| 14                         | Spanyolország          | Aquilino Bocos Merino C.M.F.       | 80                     | klaretiánus szerzetes pap                                                  |